# Kate Evans
Kate Evans ist eine britische Filmeditorin. Sie ist seit 1982 bei Film- und Fernsehproduktionen aktiv und war an mehr als 30 Projekten beteiligt.

## Filmografie (Auswahl)
- 1984: Strangers and Brothers (Fernsehserie, 5 Episoden)
- 1984: Tenko (Fernsehserie, 10 Episoden)
- 1985: We'll Support You Evermore (Fernsehfilm)
- 1995: Jane Austens Verführung (Persuasion)
- 1996: Broken Glass (Fernsehfilm)
- 1997: My Night with Reg
- 1998: Frontline – Zwischen den Fronten (Titanic Town)
- 1998: The American (Fernsehfilm)
- 1998: Gerichtsmediziner Dr. Leo Dalton (Silent Witness, Fernsehserie, 1 Episode)
- 1999: The Last September
- 1999: Visions of Death (After Alice)
- 2001: Men Only (Fernsehfilm)
- 2001: Waking the Dead – Im Auftrag der Toten (Waking the Dead, Fernsehserie, 3 Episoden)
- 2002: The Stretford Wives (Fernsehfilm)
- 2002: Daddy's Girl (Fernsehfilm)
- 2003: Das Mädchen mit dem Perlenohrring (Girl with a Pearl Earring)
- 2004: Creep
- 2006: Wilderness
- 2008: Donkey Punch – Blutige See (Donkey Punch)
- 2008: The Shooting of Thomas Hurndall (Fernsehfilm)
- 2010: Footsoldier 2 (Bonded by Blood)
- 2012: Outside Bet
- 2012: Inspector Banks (DCI Banks, Fernsehserie, 2 Episoden)
- 2013: The Paradise (Fernsehserie, 1 Episode)
- 2015: Spotless (Fernsehserie, 1 Episode)